# Ravne (gmina Mirna)
Ravne – wieś w Słowenii, w gminie Mirna. W 2018 roku liczyła 13 mieszkańców.